# في إس دي سي محرر الفيديو المجاني
في إس دي سي محرر الفيديو المجاني هو تطبيق تحرير غير خطي تم تطويره بواسطة ملتي لاب. البرنامج قادر على معالجة لقطات الفيديو عالية الدقة بما في ذلك مقاطع فيديو 4K UHD و3D وVR 360 درجة . يسمح في إس دي سي بتطبيق تأثيرات ما بعد الإنتاج ، وتصحيح الألوان الحية ، وتتبع الحركة. وهو يدعم المكونات الإضافية لـ VirtualDub بالإضافة إلى القدرة على التقاط الفيديو من الشاشة وتسجيل الصوت وحفظ ملفات الوسائط المتعددة بتنسيقات عديدة بما في ذلك تلك التي تم تكوينها مسبقًا للنشر على فيسبوك وفيمو ويوتيوب وانستغرام وتويتر .

## معالجة الفيديو

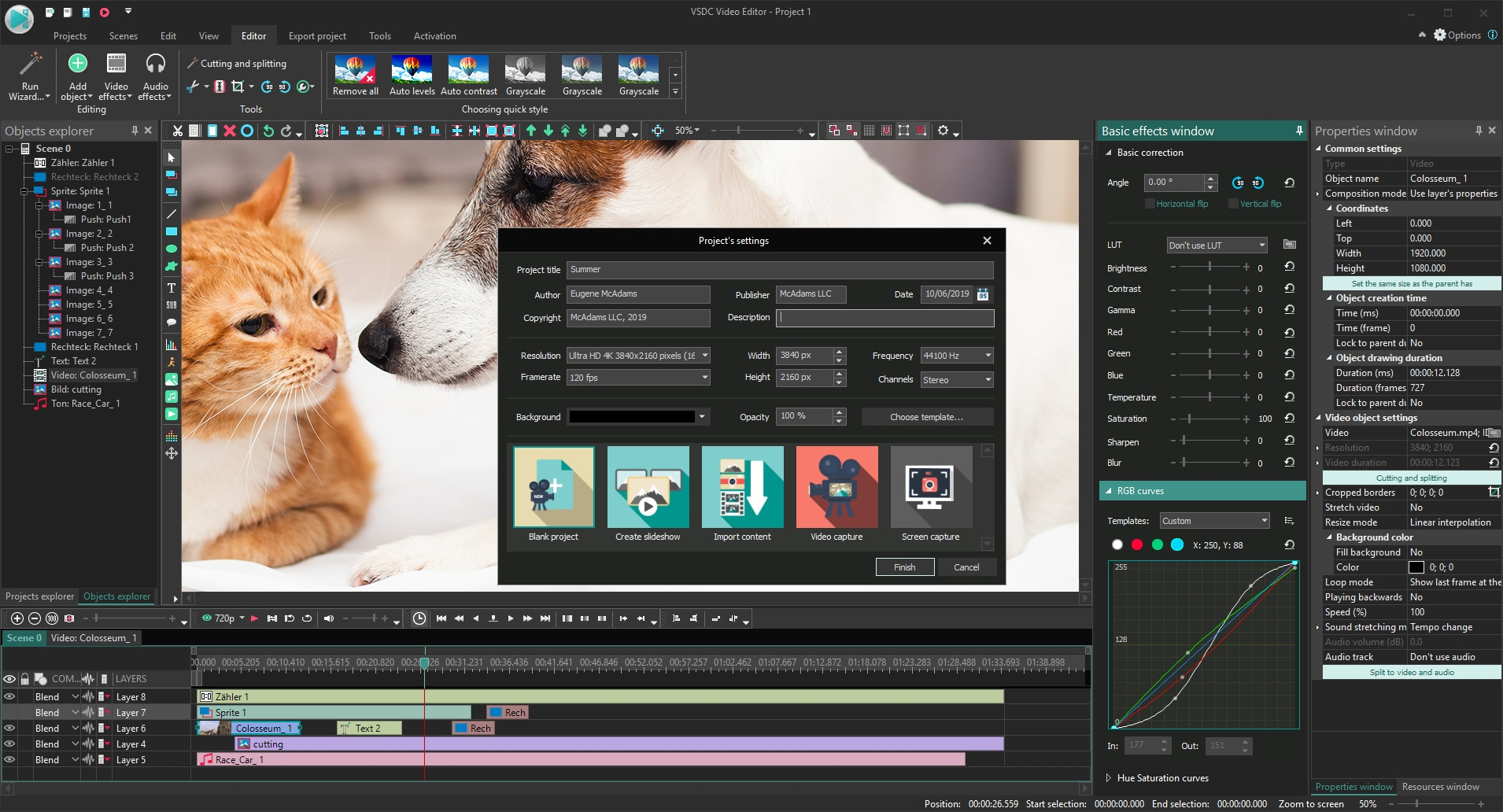
واجهة إعداد المشروع.

### ميزات تحرير الفيديو الأساسية
- القطع، التقسيم إلى أجزاء، الدمج، التشذيب، القص، التدوير، التقليب، التشغيل للخلف، تغيير الحجم
- إعدادات تغيير الحجم والجودة
- تثبيت الفيديو
- تغيير السرعة، بما في ذلك وضعان لإعادة التأطير للحصول على تأثير حركة بطيئة مثالي
- إدراج النص والترجمة
- يقدم معالج عرض الشرائح أكثر من 70 تأثير انتقال
- لقطات
- فيديو 360 درجة لتحويل الفيديو ثنائي الأبعاد
- فيديو ثلاثي الأبعاد لتحويل فيديو ثنائي الأبعاد
- مرشحات سريعة تشبه انستغرام
- محرر نصوص كامل الميزات للعناوين والتأثيرات المتعلقة بالنص.
- محول فيديو مضمن يدعم أكثر من 20 تنسيقًا
- مسجل شاشة مدمج
- مسجل صوت مدمج [3]

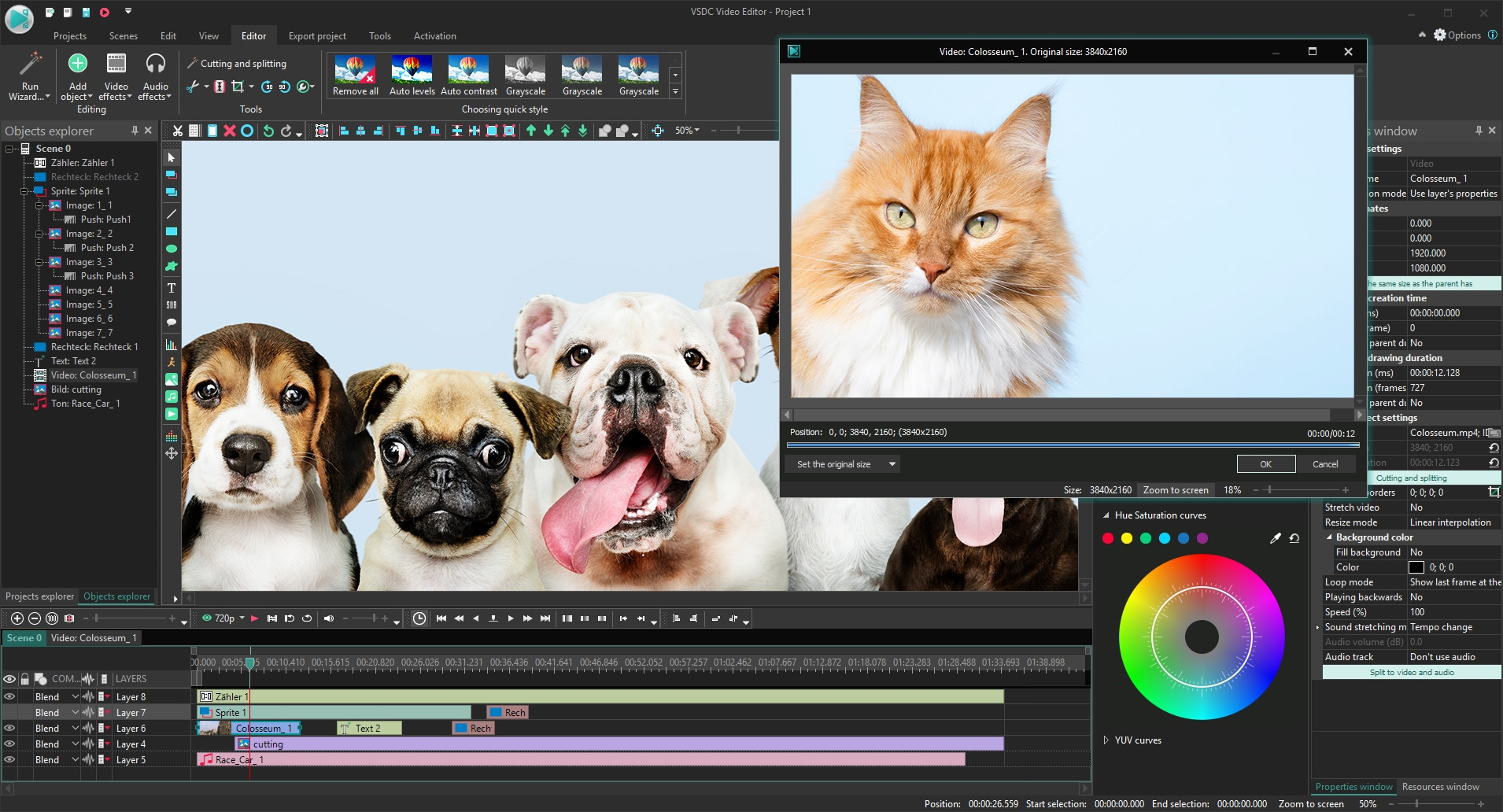
اقتصاص
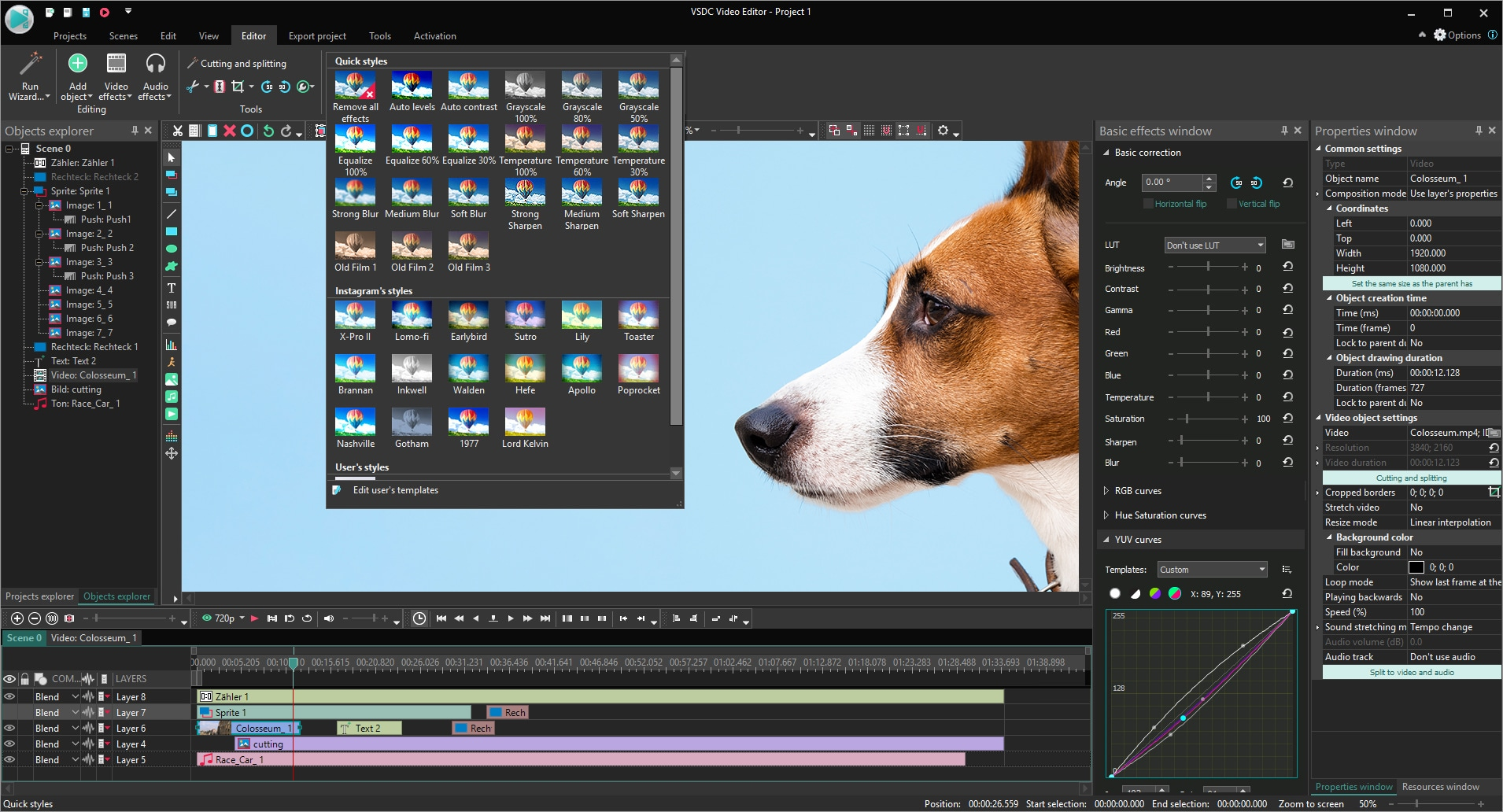
أنماط سريعة
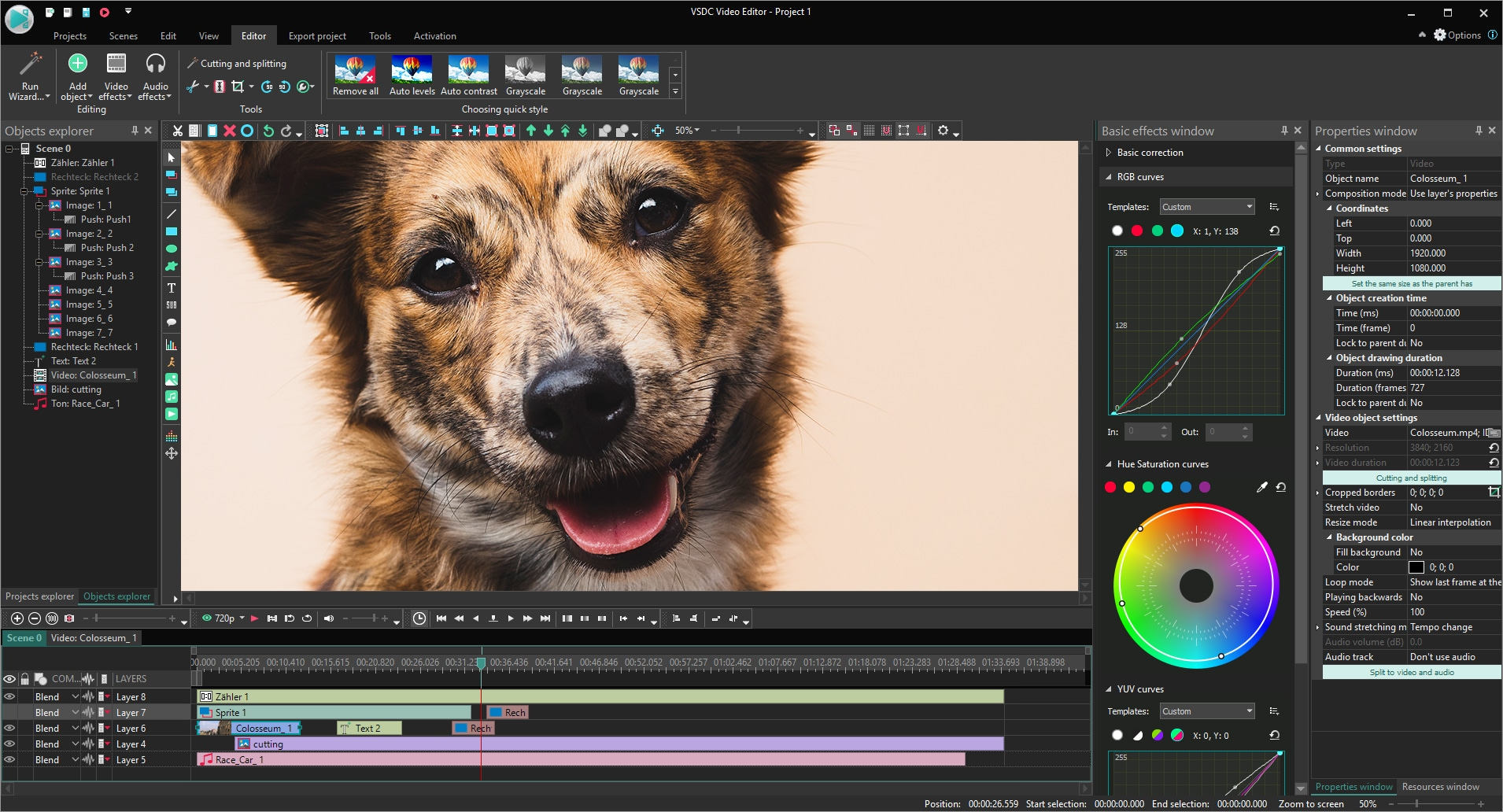
تصحيح الألوان
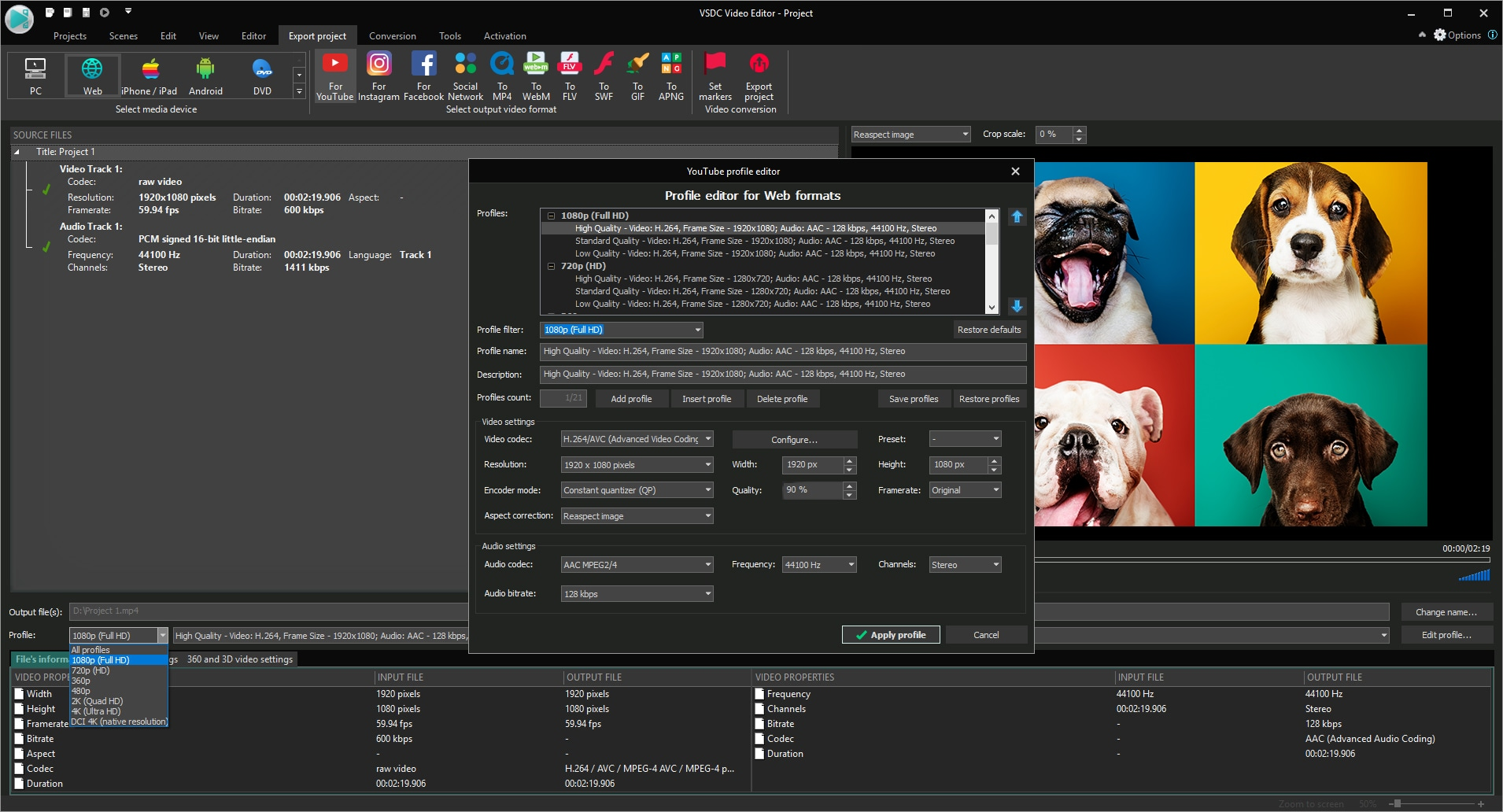
بيانات التصدير

## التنسيقات وبرامج الترميز
| تنسيقات الاستيراد | تنسيقات الاستيراد | تنسيقات الاستيراد                                                                                                 |
| --- | --- | --- |
| فيديو | صوت | صورة |
| ويب إم، تداخل الصوت والفيديو، كويك تايم (MP4/M4V, 3GP/2G2, QuickTime File Format), HDVideo/إيه في سي إتش دي (MTS, M2TS، تيار النقل, MOD, TOD), Windows Media (ويندوز ميديا فيديو، ASF، DVR-MS), دي في دي/اي فو IFO، VCD/SVCD، إم بي إي جي/مبيج-1/DAT, ماتروسكا (.mkv), RealMedia (RM, RMVB), فلاش فيديو (SWF, FLV), DV، AMV، إم تي في, NUT, أتش 264/إم بي إي جي - 4، MJPEG، ترميز الفيديو عالي الفعالية، رسوميات شعاعية قابلة للتمديد، ويب بي، جي آي إف | إم بي 3/MP2، نظام ويندوز الصوتي، إم بي إي جي-4 بارت 14, AAC، فلاك، أوغ، ريال أوديو, VOC, واف، دولبي ديجيتال، تنسيق ملف مبادل الصوت, MPA, AU، Monkey's Audio، CUE، | بي إم بي (صيغة ملفات)، جيه بيه إيه جي, بي إن جي (صيغة ملفات), أدوبي فوتوشوب، جي آي إف، ICO (صيغة ملفات), CUR, SVG |

| تنسيقات التصدير                                                                                      | تنسيقات التصدير | تنسيقات التصدير | تنسيقات التصدير    | تنسيقات التصدير   | تنسيقات التصدير | تنسيقات التصدير    | تنسيقات التصدير |
| --- | --- | --------------- | ------------------ | ----------------- | --------------- | ------------------ | --------------- |
| كمبيوتر                                                                                              | ويب | ايفون/ايباد     | دفيدي              | جوال              | PSP             | اكسبوكس            | MP3/MP4         |
| AMV، مبيج-1، QuickTime File Format (.mov), WMV, Matroska (.mkv), RealMedia, إس دبليو إف, Flash Video | for social networks including يوتيوب, إنستغرام، فيسبوك، تويتر، فيميو, as well as إم بي إي جي-4 بارت 14, WebM, FlashVideo, SWF, GIF, APNG | M4V             | DVD, VCD, AVI, MPG | 3GP, 3G2, MP4, RM | PSP             | WMV, AVI, MP4, DVD | MP4, AMV, MTV   |

## روابط خارجية
- الموقع الرسمي